# Rosa Delots
Rosa Delots (8 de enero de 1986) es una deportista neocaledonia que compitió en judo. Ganó tres medallas de bronce en el Campeonato de Oceanía de Judo entre los años 2006 y 2015.

## Palmarés internacional
| Campeonato de Oceanía | Campeonato de Oceanía | Campeonato de Oceanía | Campeonato de Oceanía |
| Año                   | Lugar                 | Medalla               | Categoría             |
| --------------------- | --------------------- | --------------------- | --------------------- |
| 2006                  | Papeete (Francia)     | Medalla de bronce     | Abierta               |
| 2012                  | Cairns (Australia)    | Medalla de bronce     | –57 kg                |
| 2015                  | Païta (Francia)       | Medalla de bronce     | –52 kg                |